# Торкхам
Торкхам (Тор-Кхам, Торхам, урду تورخم‎) — город в Пакистане на афгано-пакистанской границе. Расположен в Хайберском проходе, к северо-западу от города Ланди-Котал. Административно относится к округу Хайбер провинции Хайбер-Пахтунхва.
Через Торкхам проходит шоссе Джелалабад — Торкхам — Пешавар, часть азиатского маршрута AH1.
Здесь находится одноимённый международный контрольно-пропускной пункт через государственную границу, который считается одним из основных и наиболее загруженных на афгано-пакистанской границе. В августе 2016 года контрольно-пропускной пункт «Торкхам» открыт после модернизации и ремонта. Ежедневно пропускает до 20 тысяч человек и сотни транспортных средств.